# Бергамак (река)
Бергама́к — река в России, протекает в Муромцевском районе Омской области. Устье реки находится в 78 км по правому берегу реки Тара. Длина реки — 62 км, площадь водосборного бассейна — 640 км². В 6 км от устья выше по течению Тары находится село Бергамак, родина артиста Михаила Ульянова.

## Притоки
- 21 км: Веткула (лв)
- Бочаринка (лв)
- Чёрная (лв)
- Большая Сатанинка (лв)
- 44 км: Ириска (пр)
- Большая Кучумка (лв)
- Израк (лв)
- Китла (лв)

## Данные водного реестра
По данным государственного водного реестра России относится к Иртышскому бассейновому округу, водохозяйственный участок реки — Иртыш от впадения реки Омь до впадения реки Ишим, без реки Оша, речной подбассейн реки — бассейны притоков Иртыша до впадения Ишима. Речной бассейн реки — Иртыш.